# Džura nagara
Džura ili Čjure nagara (azerski: Cürə nağara, ruski: Джура нагара, Чюре Нагара) azerbajdžansko je narodno glazbalo koje spada pod udaraljke. Džura nagara je jedna od najčešćih udaraljka u Azerbajdžanskoj narodnoj glazbi.

## Etimologija
Cürə na azerskome znači mala, a nagara dolazi od arapske riječi نقارة‎ koja znači kucanje, tucanje. 

## Opis
Džura nagara nikada se ne svira sama. U ansamblima zurla često ju prati bejuk nagara. Džura nagara često prati bejuk nagaru u ansamblima zurla. Tijelo glazbala najčešće je napravljeno od drveća marelice, duda i oraha. Od vrha se proteže membrana od ovčje ili kozje kože, koja je po strukturi identična. Zvuk se iz glazbala dobiva uz pomoć dva laka štapića čiji su krajevi zategnuti koncima. Dijametar tijela iznosi 300 – 320 mm, a visina 340 – 360 mm.